# إيلين: قصة إيلين باكيز
إيلين: قصة إيلين باكيز (بالإنجليزية: Ellen: The Ellen Pakkies Story) هو فيلم دراما جنوب أفريقي صدر سنة 2018 وأخرجه دارين جوشوا. الفيلم من بطولة كُل من جيل ليفنبرغ وجاريد جيدالد وإلتون لاندرو. وقد بُنيت قصتُه على أحداث حقيقية، حيث يحكي قصة علاقة امرأة مع ابنها المُدمن على تعاطي المخدرات. حصل الفيلم على 5 ترشيحات في حفل توزيع جوائز أكاديمية الأفلام الأفريقية الخامس عشر، وفاز في الأخير المُمثل جاريد جيدالد عن دوره في الفيلم بجائزة أفضل مُمثل في دور مُساعد.

## طاقم التمثيل
- جيل ليفنبرغ في دور إيلين باكيز.
- جاريد جيدالد في دور أبي باكيز.
- إلتون لاندرو في دور أودنيال باكيز.
- كلينت برينك في دور كلينت سامويلز.
- إيلس كلينك في دور القاضي فون ديمان.

## الإنتاج
صرح مُخرج الفيلم دارين جوشوا أنه كان في البداية عازما على رفض إخراج الفيلم بالنظر إلى حساسية القصة. ولكن بعد لقاء شخصي مع إلين باكيز (الشخصية الحقيقية اتي يدور حولها الفيلم)، قرر قبول مُهمة إخراج الفيلم والمُضي قُدما في المشروع.

## إصدار الفيلم
صدر الفيلم في جنوب أفريقيا في 7 سبتمبر 2018. وعُرض في مهرجان روتردام السينمائي الدولي ومهرجان سياتل السينمائي الدولي.

## الاستقبال

### الاستقبال النقدي
أشاد بيتر فيلدمان عن مجلة "المُواطن" (بالإنجليزية: The Citizen) الجنوب أفريقية في مراجعته للفيلم، أشاد بالشخصيات الرئيسية وبسيناريو القصة وبالإنتاج، ووصف الفيلم بأنه أحد أفضل أفلام جنوب إفريقيا في الآونة الأخيرة. حصل الفيلم في هذا الموقع على تقييم 4/5. وبالمثل، حصل الفيلم على موقع (بالإنجليزية: DRM.am) على تنقيط 4/5، وقد أشاد نُقاد الموقع كثيرا بالرسالة التي حملها الفيلم، ومن أحد التعليقات كان ما يلي: "...الفيلم هُو تذكير دائم بمدى سهولة الحكم على شخص ما دون معرفة الأسباب الكامنة وراء الحقائق". وفي صحيفة ديلي مافريك، أشاد النقاد بالإنتاج التنفيذي للفيلم واعتبروه مُميزًا لدرجة أنه يجب الاحتفال به حتى خارج جنوب أفريقيا. حصل الفيلم على تقييم 8/10 على موقع (بالإنجليزية: Spling Movies)، وقد أشاد نقاد الموقع بالموسيقى التصويرية للفيلم، وبالصدق الخام والدراما الطائفية" للفيلم.

### الجوائز والترشيحات
حصل الفيلم على 5 ترشيحات في حفل توزيع جوائز أكاديمية الأفلام الأفريقية الخامس عشر هي جائزة أفضل فيلم وأفضل مُخرج وجائزة أفضل مُمثلة في دور رئيسي وجائزة أفضل تصميم إنتاج، وفاز في الأخير المُمثل جاريد جيدالد عن دوره في الفيلم بجائزة أفضل مُمثل في دور مُساعد.

## روابط خارجية
إيلين: قصة إيلين باكيز على موقع IMDb (الإنجليزية)
- إيلين: قصة إيلين باكيز على موقع قاعدة بيانات الفيلم (الإنجليزية)
- إيلين: قصة إيلين باكيز على موقع ليتربوكسد (الإنجليزية)
- إيلين: قصة إيلين باكيز على موقع كينوبويسك (الروسية)